# 777
| 777                |
| ------------------ |
| Dødsfald - Fødsler |
|                    |

| Gregoriansk kalender | 777 DCCLXXVII           |
| Ab urbe condita      | 1530                    |
| Armensk kalender     | 226 ԹՎ ՄԻԶ              |
| Kinesiske kalender   | 3473 – 3474 丙辰 – 丁巳 |
| Etiopisk kalender    | 769 – 770               |
| Jødisk kalender      | 4537 – 4538             |
| Hindukalendere       |                         |
| - Vikram Samvat      | 832 – 833               |
| - Shaka Samvat       | 699 – 700               |
| - Kali Yuga          | 3878 – 3879             |
| Iransk kalender      | 155 – 156               |
| Islamisk kalender    | 160 – 161               |

## Begivenheder
- Den saksiske høvding Widukind flygter fra Karl den Stores indfald i Sachsen og søger tilflugt hos den danske konge Sigfred.